# Мангкунегаран

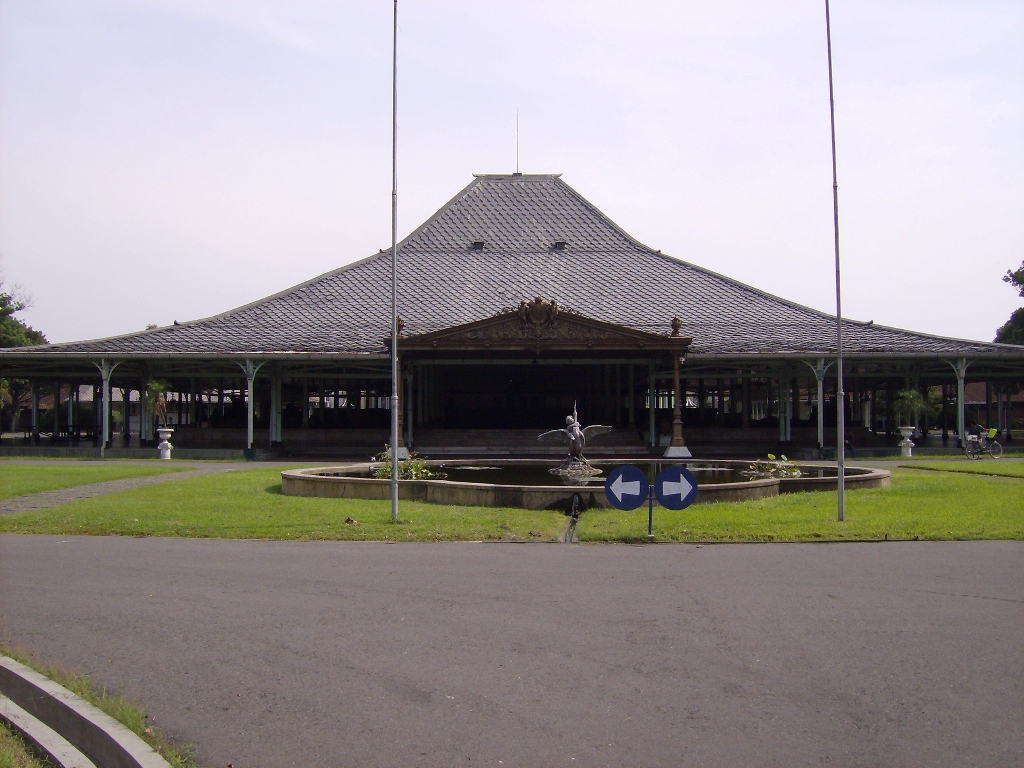
Мангкунегаран

Мангкунегаран невеликий родинний палац, розташований у Суракарті (Індонезія).

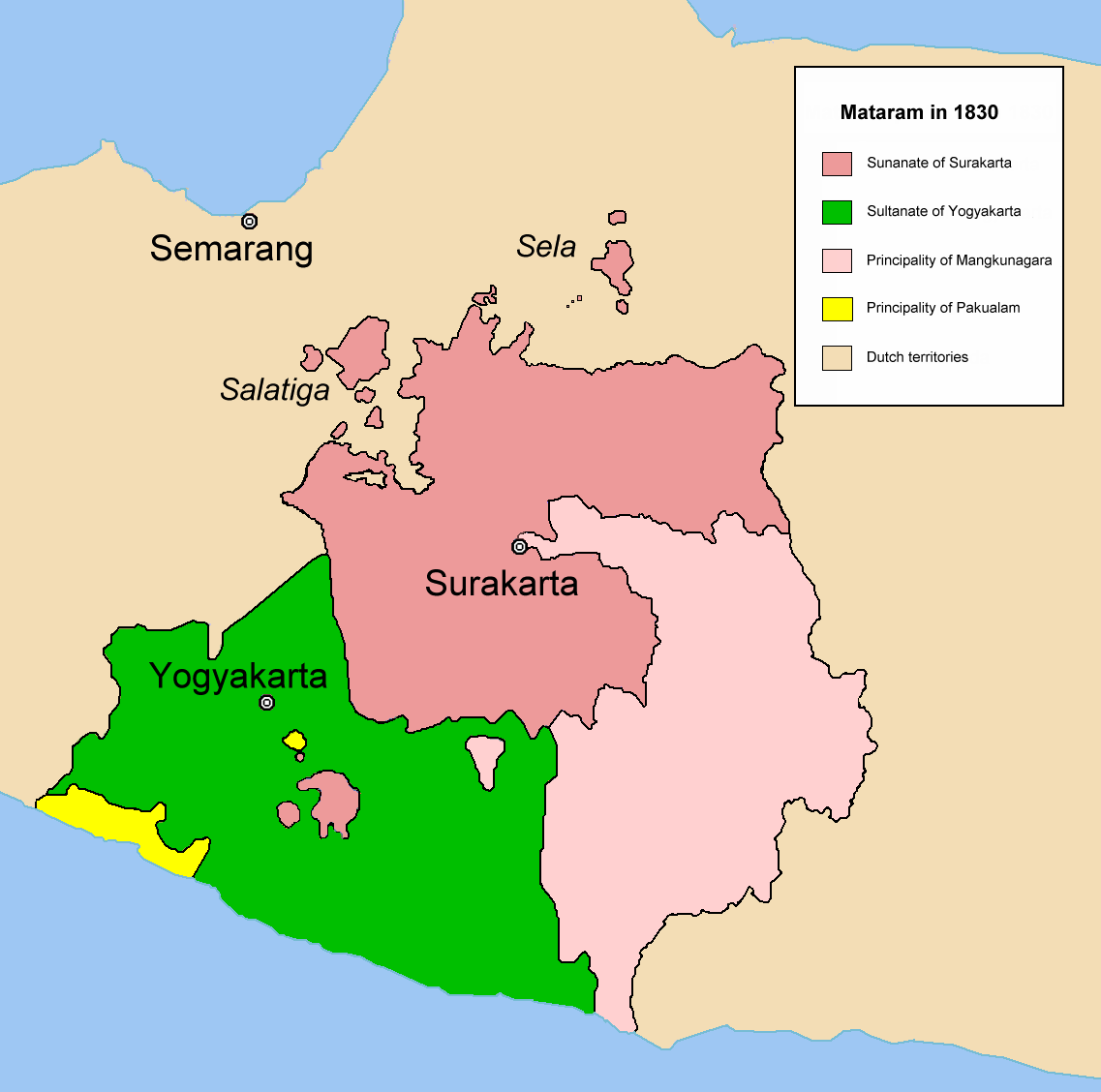

Був заснований 1757 року та слугував резиденцією правителів Суракарти, Джок'якарти, а також Голландської Ост-Індійської компанії.